# Lupinus hortorum
Lupinus hortorum är en ärtväxtart som beskrevs av Charles Piper Smith. Lupinus hortorum ingår i släktet lupiner, och familjen ärtväxter. Inga underarter finns listade i Catalogue of Life.